# Palácio de Mármore (São Petersburgo)

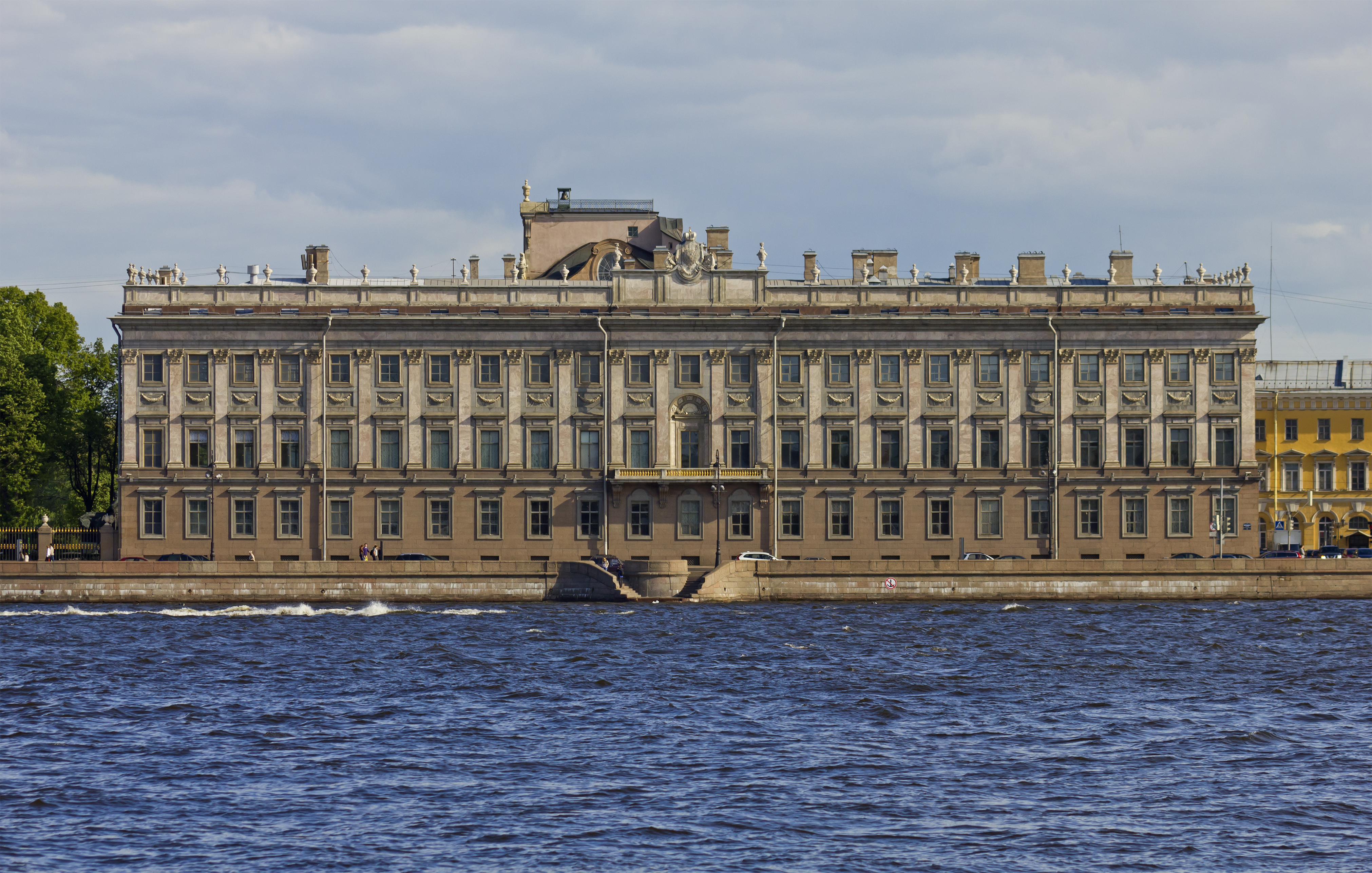
Fachada do Palácio de Mármore sobre o Rio Neva.

O Palácio de Mármore é um palácio de São Petersburgo, Rússia. Fica localizado entre o Campo de Marte e o Cais do Palácio, a pouca distância, para leste, do Palácio de Inverno. Foi o primeiro palácio neoclássico da cidade

## História

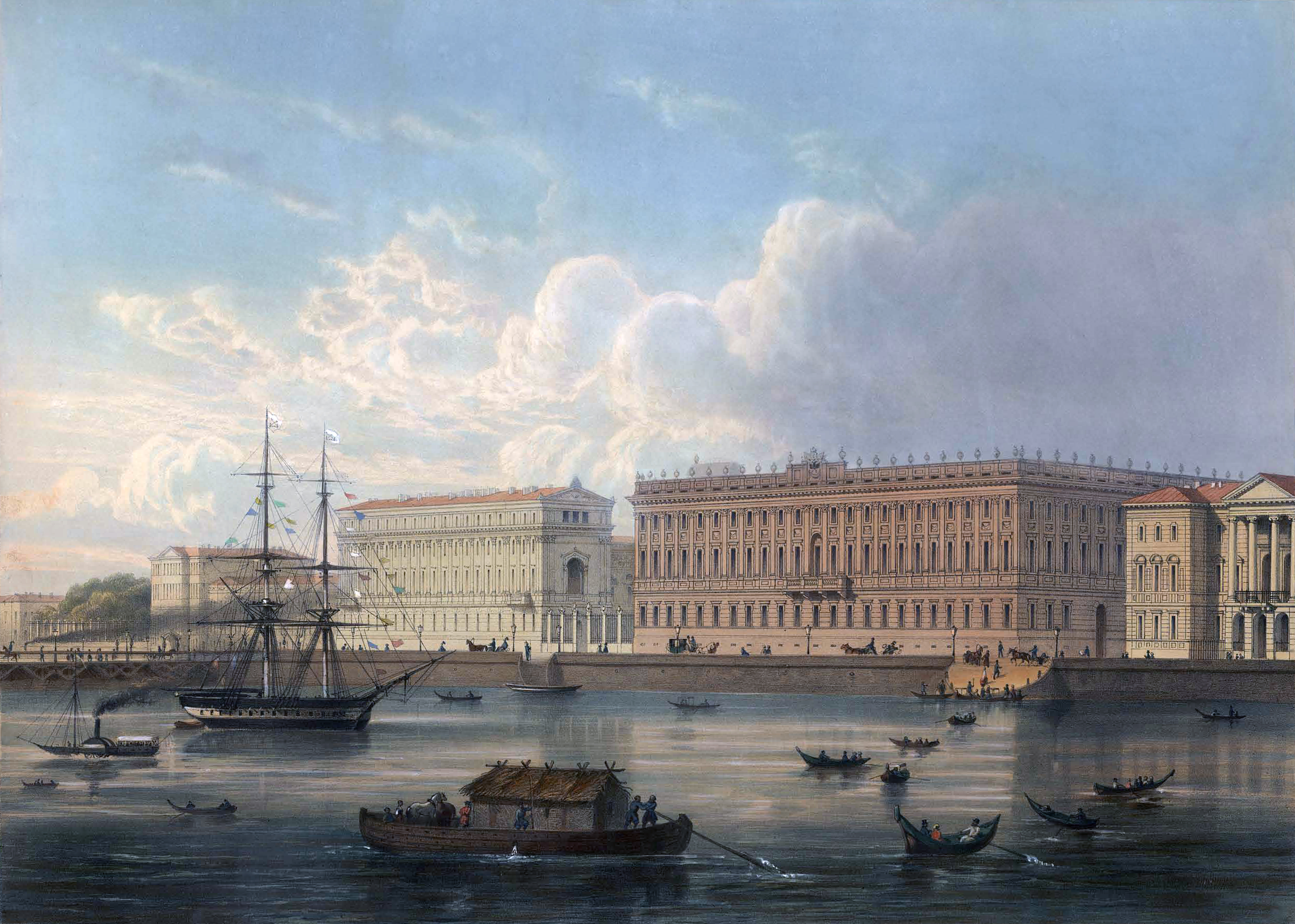
O Palácio de Mármore no século XIX (edifício da direita), visto sobre o Rio Neva.

O Palácio de Mármore foi construído pelo Conde Grigory Orlov, o favorito da Imperatriz Catarina, a Grande e o mais poderoso nobre russo da década de 1760. A construção do palácio teve início em 1768 segundo os desenhos de Antonio Rinaldi, o qual previamente tinha ajudado na decoração do Reggia di Caserta, próximo de Nápoles. A combinação de ornamentos sumptuosos com a rigorosa monumentalidade classicista, praticada por Rinaldi, pode ser atribuída ao seu anterior trabalho sob comando de Luigi Vanvitelli, em Itália.
Em 1785, o Conde Orlov caiu dos favores da Imperatriz, tendo o palácio sido comprado pelos próprios herdeiros da monarca. De 1797 a 1798, a estrutura foi arrendada a Stanisław August Poniatowski, o último Rei da Comunidade das Duas Nações. Depois disso, o palácio pertenceu ao Grão Duque Constantino Pavlovich e aos seus herdeiros do ramo Konstantinovichi da Família Romanov.

## Arquitectura

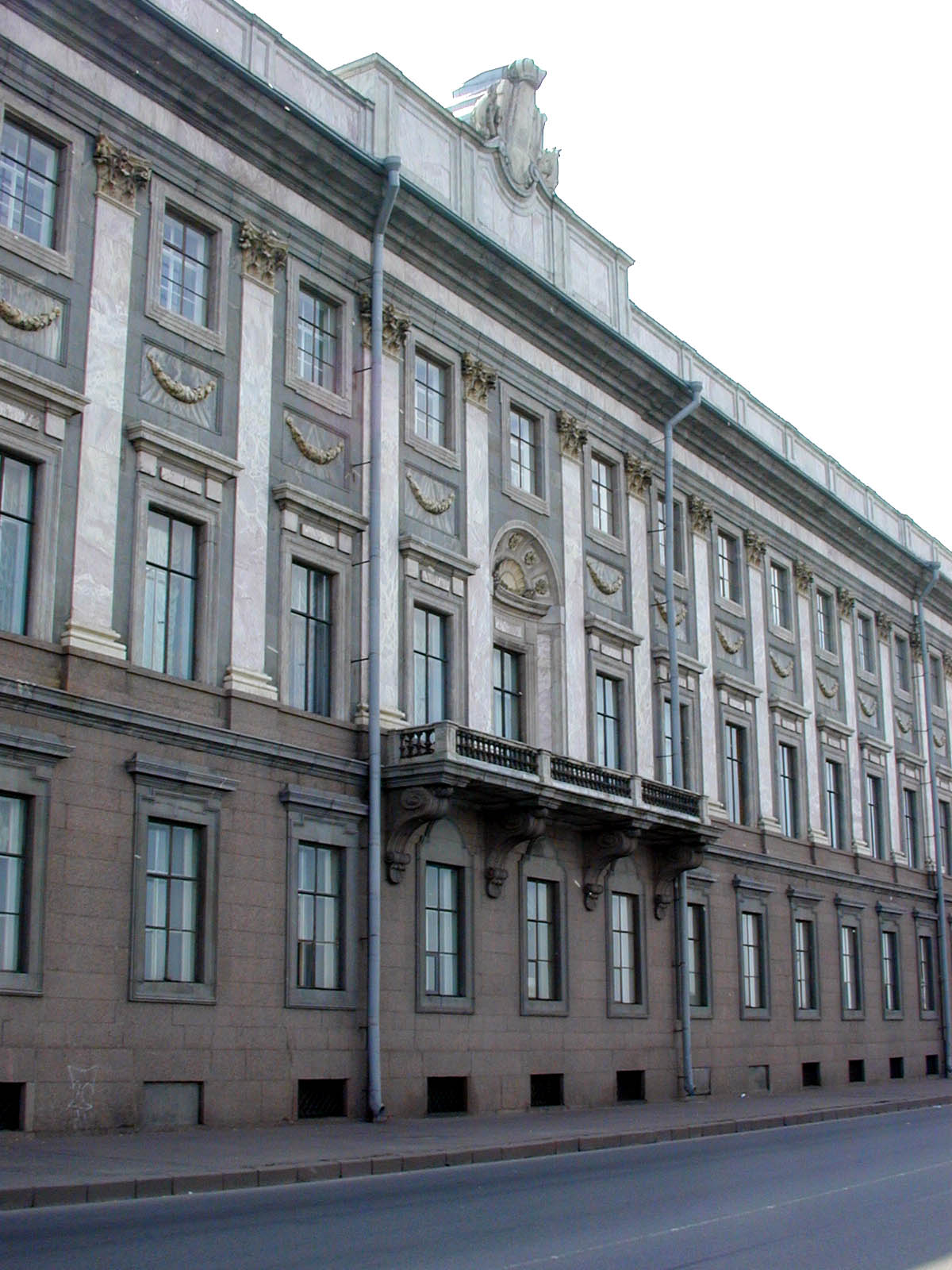
Fachada do Palácio de Mármore.

O palácio deve o seu nome à opulenta decoração constituída por uma larga variedade de mármores polícromos. O granito finlandês, rudemente granulado, no andar térreo faz um contraste subtil com o polido mármore cor-de-rosa de Carélia das pilastras e o mármore branco dos Urais presente nos capitéis e festões. Painéis de mármore dos Urais, cinzento azulados com veios, separam os andares, tendo sido empregue dolomita de  Tallinn para os vasos ornamentais. Ao todo, foram usadas 32 tonalidades diferentes de mármore para decorar o palácio.
A plano do edifício é trapezoidal: cada uma das suas quatro fachadas, apesar de estritamente simétricas, possui um desenho diferente. Uma das fachadas oculta um pátio embutido, onde um carro blindado, usado por Lenin durante a Revolução de Outubro, esteve em exibição entre 1937 e 1992. Actualmente, o pátio é dominado por uma vigorosa estátua equestre de Alexandre III da Rússia, como pode ver-se aqui. Esta estátua é o mais famoso trabalho do escultor Paolo Troubetzkoy; antigamente adornava a Praça Vosstaniya frente à Estação de Caminho de Ferro de Moscovo (em São Petersburgo). 
O interior foi decorado por Fedot Shubin, Mikhail Kozlovsky, Stefano Torelli e outros artesãos russos e estrangeiros, com mármores coloridos incrustados, estuques estatuária até 1785, época em que o Conde Oleg deixou de estar nas boas graças de Catarina. O palácio passaria então a pertencer aos herdeiros da Imperatriz.
Em 1843, o Grão Duque Constantino Nikolaevich decidiu redecorar o edifício, tendo contratado Alexander Brullov como arquitecto e mudado o nome do edifício para Palácio de Constantino (não confundir com o Palácio de Constantino, em Strelna). Foram completamente reconstruídos uma igreja adjacente e outros edifícios exteriores, enquanto que o interior do palácio foi remobilado em harmonia com os novos gostos ecléticos do novo proprietário. Apenas a escadaria principal e a Galeria de Mármore sobreviveram a esta renovação, mantendo ainda o refinado trabalho de estuque e elaborados padrões de mármore da decoração original de Rinaldi.

## Depois da Revolução
Durante a era soviética, o palácio albergou, sucessivamente, o Ministério do Trabalho (1917–1919), a Academia da Cultura Material (1919–1936) e o Museu Lenin (1937–1991). 
O palácio acolhe exibições permanentes do Museu Estatal Russo (instalado no Palácio Mikhailovsky), nomeadamente "Artistas Estrangeiros na Rússia (século XVIII e XIX)" e o "Museu Peter Ludwig na Museu Russo", o qual apresenta telas de Andy Warhol e de outros ídolos da Pop Art.